# Vertical Horizon
Vertical Horizon jsou americká rocková (spíše alternativní rocková) kapela, založená v roce 1990. Populární se stali v roce 1999 díky albu Everything You Want a stejnojmenné písni na něm.

## Historie
Kapela Vertical Horizon byla založena v roce 1990 studenty posledního ročníku Georgetown University Matthewem Scannellem a Keithem Kanem. Po dokončení studia se přemístili do Bostonu kde v roce 1992 sami vydali své první album There and Back Again. Album bylo nahráno na Mattově bývalé střední škole během několika dní a Matt a Ketih sami hráli na všechny nástroje, které se na albu objevují, i když hlavně jsou tam samozřejmě akustické kytary. Oba se také podíleli na psaní písní a oba zpívali.
Matt a Ketih po vydání alba několik let koncertovali, většinou společně s podobnými kapelami jako oni, např. Jackopierce. V roce 1995 byli připraveni nahrávat znova. Nahráli album Running on Ice, kde Matt s Keithem opět oba hráli a zpívali, ale objevují se na něm také hosté s jinými nástroji. Mezi hostujícími muzikanty byli členové Jackopierce a také Carter Beauford z Dave Matthews Band na bicí.
Následovaly další koncerty a k Mattovi a Keithovi se brzy přidal Ed Toth na bicí. V roce 1997 vydali živé album Live Stages. Byli na něm Matt, Keith, Ed a ještě také Ryan Fisher na basovou kytaru. Live Stages znamenalo odklon od hudby založené na akustických kytarách a kladlo velký důraz na elektrickou kytaru. V té době se už také kapela snažila najít velkou nahrávací společnost. A členové později potvrdili, že to skutečně není náhoda, že album Live Stages začíná se zvuky jásajícího publika. Přání se jim splnilo a kapela podepsala smlouvu s RCA Records.
Ryan se nikdy nechtěl ke kapele přidat natrvalo a tak tři stálí členové pořád hledali hráče na basu. První „zkušební hráč“ byl Sean Hurley, kterého si každý hned oblíbil. Vyzkoušeli ještě mnoho dalších muzikantů, ale nakonec se vrátili k Seanovi, který se oficiálně přidal k Vertical Horizon.
Jejich první album s RCA bylo Everything You Want v roce 1999. První singl „We Are“ nebyl nějaký zvláštní úspěch. Ale druhý singl „Everything You Want“ okamžitě doslova vyletěl na první příčky tabulek a stal se jednou z nejhranějších písní v rádiu v roce 2000. Třetí singl „You’re a God“ si také nevedl vůbec špatně a dokonce vyšel na živo na charitativním albu Lounge in the X Lounge III. Čtvrtý singl „Best I Ever Had“ se hrál průměrně. V roce 2005 se předělávka singlu Garym Allanem vyšplhala do top 10 country hitů. Kapela která koncertovala od té doby, co vydali album, pokračovala až do roku 2001. Pak si dali pauzu a potom se vrátili do studia aby nahráli další album, aby ho byli schopni vydat včas a využít tak popularity Everything You Want. Od roku 2001 získalo album 2× platinovou desku asociace nahrávacího průmyslu Ameriky RIAA za prodej 2.000.000 kusů v USA.
Se zpožděním bylo na září roku 2002 ohlášeno vydání alba Go. V RCA probíhala v té době zásadní reorganizace, což mělo za následek nedostatečnou propagaci alba – nebyla natočena videa a vydavatelství nepodpořilo ani turné. Nakonec kapela udělala krátké turné počátkem roku 2003 a bylo oznámeno, že Go vyjde o rok později, tedy v září 2003. Až následující velké turné, které začalo v srpnu 2003, vedlo k vydání alba.
Kapela v roce 2004 ukončila spolupráci s RCA a podepsala nový kontrakt s Hybrid Recordings na začátku roku 2005. Plánovali vydat Go znovu v létě s jednou novou písní, „Better When You're Not There“, která na původním RCA albu nebyla. Píseň „Forever“ poslali do rádia před vydáním alba, aby znovu vzbudili zájem o album a povedlo se to jak na mnoha rádiích tak mezi starými i novými fanoušky.
V červnu 2005 kapela oznámila, že Ed Toth odchází do Doobi Brothers. Od té doby v kapele bubnova Craig McIntyre (v roce 2005) a Blair Sinta (od roku 2006, v kapele oficiálně není).
V červnu 2006 ohlásil Matt Scannell, že kapela pracuje na nové desce. Na oficiálních internetových stránkách oznámili, že Neil Peart z Rush hraje na bicí ve třech písních.

## Členové

### Současní členové
- Matt Scannell (kytara, zpěv) 1990–současnost
- Keith Kane (kytara, zpěv) 1990–současnost
- Sean Hurley (basa, vokály) 1998– současnost

### Bývalí členové
- Seth Horan (basa,vokály) 1997–1998
- Ed Toth (bicí) 1997 – 2005
- Craig McIntyre (bicí) 2005
- Blair Sinta (bicí) 2006 – 2007

## Diskografie

### Studiová alba
- There and Back Again (1992)
- Running On Ice (1995)
- Everything You Want (1999)
- Go (2003)
- Go (znovu vydáno s Hybrid Recordings) (2005)

### Živá alba
- Live Stages (1997)